# Площа Конотопської битви
Пло́ща Коното́пської би́тви — площа в Деснянському районі міста Києва, житловий масив Лісовий. Розташована на перетині вулиць Шолом-Алейхема і Мілютенка. 

## Історія
Виникла у 1960-х роках під назвою Нова. 1969 року отримала назву Волгоградська площа, на честь російського міста Волгоград.
Сучасна назва на честь Конотопської битви — з 2022 року.